# Celtic Pride
Celtic Pride (Brasil: Lance Livre ) é um filme de amigos e de comédia estadunidense de 1996, escrito por Judd Apatow e Colin Quinn, e dirigido por Tom DeCerchio. É estrelado por Daniel Stern e Dan Aykroyd como Mike O'Hara e Jimmy Flaherty, dois apaixonados fãs do Boston Celtics, e Damon Wayans como Lewis Scott, o atleta do Utah Jazz.

## Sinopse
Melhores amigos da vida, o professor de educação física Mike O'Hara e o encanador Jimmy Flaherty estão unidos pelo amor a Boston e suas equipes esportivas, especialmente o Boston Celtics, que está jogando sua última temporada no antigo Boston Garden. Quando os Celtics jogam o Jogo 6 das Finais da NBA con o Utah Jazz, montando um jogo decisivo em Boston, Mike e Jimmy ficam deprimidos e sem esperança. Além disso, Mike voltou com Jimmy depois que sua esposa Carol, cansada de sua obsessão doentia pelos Celtics, o deixou e levou o filho Tommy com ela. Jimmy e Mike encontram o egoísta guarda de Scott, Lewis Scott, em uma boate de Boston. Esperando, a princípio, deixá-lo bêbado o suficiente para ficar de ressaca no jogo 7, Mike e Jimmy posam como fãs de Utah. No entanto, isso os leva a encontrar seu ídolo Larry Bird, que os repreende por serem o que ele acha que são fãs de "tempo bom". No entanto, os dois recebem mais do que esperavam quando, na manhã seguinte, acabam sequestrando Scott depois que ele acorda no apartamento de Jimmy. Os dois decidem manter Scott até depois do jogo, raciocinando que, se forem para a prisão, eles também podem ajudar o Celtics a vencer nesse meio tempo.
As maneiras arrogantes de Scott nas ruas contrastam com o estilo de vida desajeitado de Jimmy e Mike. Ele os ridiculariza por serem perdedores perdidos e insinua que Mike só está atrás dele porque tem ciúmes da fama e habilidade de Scott. Mike, por outro lado, repreende Scott por seu comportamento dentro e fora da quadra, incluindo estrelar um comercial de cachorro quente Oscar Mayer e práticas de pular. Scott tenta virar Jimmy contra Mike, e, quando isso falha, escapa, apenas para ser frustrado por um taxista antagônico e um policial local, Kevin, ambos colegas fãs do Celtics.
Por fim, Mike desafia Scott para um jogo individual e a dupla fica incapacitada bem antes do início do jogo final. Antes de fugir, Scott apresenta um dilema a dupla, que deve torcer por ele e esperar que o Jazz vença, caso contrário ele os entregará à polícia. Mike se reconcilia com sua esposa e filho, sabendo que ele pode ir para a prisão, e Jimmy se despede de sua avó. No jogo, os dois convencem os outros fãs do Celtics de que eles estão apenas fingindo torcer pelo Jazz, e a primeira metade termina com o Celtics liderando. Mike, que sabe que o Jazz está perdendo porque Scott se recusa a passar a bola, faz uma palestra animada nas arquibancadas, e Utah fecha a brecha para um ponto com pouco mais de 7 segundos restantes. Com apenas uma jogada e o Jazz com a bola, Mike e Jimmy escolhem a vida em vez do Celtics, torcendo por Utah e correndo pela quadra depois que vencem. Abordado por Kevin, que anteriormente ignorou seus pedidos de ajuda, Lewis nega que Mike e Jimmy tenham cometido o seqüestro, salvando-os da prisão.
Alguns meses depois, Mike prometeu à sua esposa que nunca mais iria interferir nos jogos da NBA Finals. Mas agora é temporada de futebol. Ele e Jimmy entram sorrateiramente no quarto de hotel de Deion Sanders às 3:00 da manhã.

## Elenco
- Daniel Stern como Mike O'Hara
- Dan Aykroyd como Jimmy Flaherty
- Damon Wayans como Lewis Scott
- Gail O'Grady como Carol O'Hara
- Christopher McDonald como Coach Kimball
- Paul Guilfoyle como Kevin O'Grady
- Adam Hendershott como Tommy O'Hara
- Scott Lawrence como Ted Hennison
- Vladimir Cuk como Lurch
- Deion Sanders como ele mesmo
- Bill Walton como ele mesmo
- Darrell Hammond como Chris McCarthy
- Larry Bird como ele mesmo
- Marv Albert como ele mesmo
- Bob Cousy como ele mesmo

## Recepção
O filme não foi um grande sucesso, faturando menos de US$10 milhões no mercado interno. O filme recebeu críticas negativas. No Rotten Tomatoes, ele tem uma taxa de aprovação de 9%, com base em críticas de 23 críticos. O público pesquisado pelo CinemaScore atribuiu ao filme uma nota B- na escala de A a F.